# Menahem-Pressler-Preis

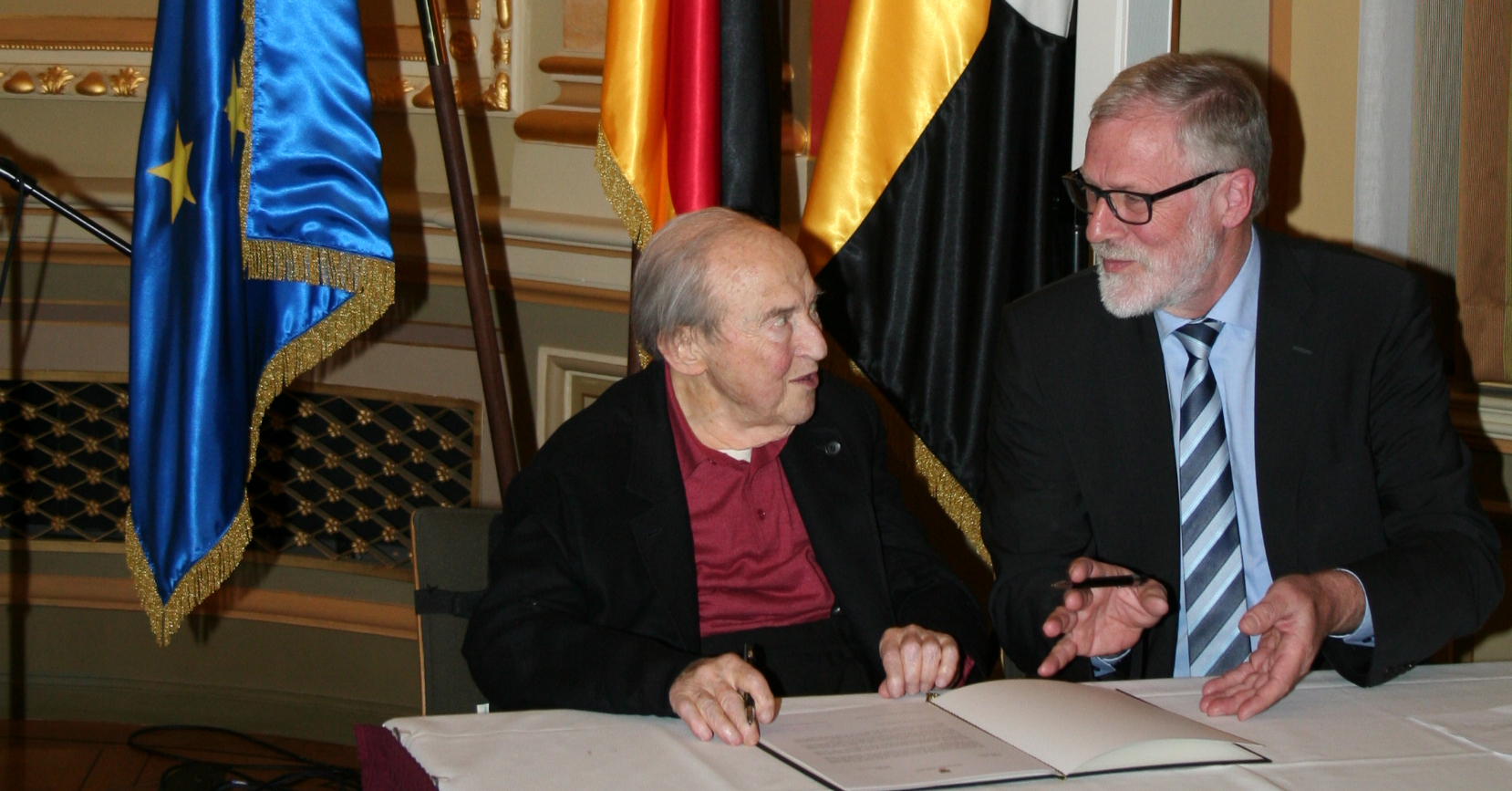
Menahem Pressler und Rainer Robra bei der Unterzeichnung der Urkunde

Der Menahem-Pressler-Preis ist ein Musikpreis des Landes Sachsen-Anhalt, der sich an den musikalischen Nachwuchs richtet. Namensgeber ist der Pianist und Gründer des Beaux Arts Trios Menahem Pressler (1923–2023). Die Auszeichnung richtet sich an Musikschüler, die sich durch hohe künstlerische Leistungen in der Musikschulausbildung und besondere Erfolge in Wettbewerben ausgezeichnet haben. Der Preis wird jährlich verliehen und ist mit 2.000 Euro dotiert.

## Geschichte
Pressler, der 1923 in Magdeburg geboren wurde, musste mit seinen Eltern nach den Novemberpogromen 1938 aus Deutschland fliehen. Als Pianist gründete er später in den USA das Beaux Arts Trio, mit dem er weltweit Erfolge feierte. Seine Heimatstadt Magdeburg ernannte Pressler 2009 zum Ehrenbürger.
Der Preis geht auf die Initiative des Kulturministers des Landes Sachsen-Anhalt, Rainer Robra, zurück. Am 18. Dezember 2016, kurz nach Presslers 93. Geburtstag, unterzeichneten Pressler und Robra am Rande eines Konzertes in der Staatskanzlei eine gemeinsame Vereinbarung, in der der Musiker sich als Namenspatron für den Preis zur Verfügung stellte. Der Preis wurde erstmals 2017 an den Blockflötenspieler Fabian Gremm des Konservatoriums „Georg Friedrich Händel“ in Halle (Saale) vergeben.

## Preisträger
- 2024: Annika Poltersdorf, Blockflöte und Oboe (Konservatorium „Georg Friedrich Händel“ in Halle)
- 2023: Lara-Maria Schaefer, Klavier und Violoncello (Kreismusikschule Mansfeld-Südharz)

- 2022: Frauke Maxi Seifert, Akkordeon (Konservatorium „Georg Friedrich Händel“ in Halle)
- 2021: Til Schöppe, Saxophon und Klarinette (Kreismusikschule Mansfeld-Südharz)
- 2020: - nicht vergeben -
- 2019: Gustav Borggrefe, Klavier und Horn (Konservatorium „Georg Friedrich Händel“ in Halle)
- 2018: Denis Vinogradski, Gitarre (Musikschule Kurt Masur Oschersleben)
- 2017: Fabian Gremm, Blockflöte (Konservatorium „Georg Friedrich Händel“ in Halle)